# Gribojedov, Armavir
Gribojedov är en ort i Armenien. Den ligger i provinsen Armavir, i den västra delen av landet, 22 kilometer väster om huvudstaden Jerevan. Gribojedov ligger 845 meter över havet och antalet invånare är 1 879. Den är sedan 1978 döpt efter den ryske författaren och diplomaten Aleksandr Gribojedov.
Terrängen runt Gribojedov är platt, och sluttar söderut. Runt Gribojedov är det ganska tätbefolkat, med 155 invånare per kvadratkilometer.. Närmaste större samhälle är Etjmiadzin, 6,1 kilometer norr om Gribojedov.
Trakten runt Gribojedov består till största delen av jordbruksmark.